# 苏木溪瑶族乡
苏木溪瑶族乡，是中华人民共和国湖南省怀化市辰溪县下辖的一个乡镇级行政单位。

## 行政区划
苏木溪瑶族乡下辖以下地区：
金鸡洞村、联山村、响水村、湾坪村、石门村、塘田村、小溪村、二都湾村、白羊坡村、缭田村、坪顶村、田坳村和苏木溪村。